# Mravenci lezoucí po stromě
Mravenci lezoucí po stromě (čínsky v českém přepisu Ma-i-šang-šu, pchin-jinem Mǎyǐshàngshù, znaky zjednodušené 蚂蚁上树) je pokrm čínské kuchyně. Jde o syté jídlo s pikantní chutí, vhodné zejména pro zimní období.
Skládá se z mletého masa, obvykle vepřového, a skleněných nudlí vyrobených z mungo fazolí. Maso se krátce marinuje při pokojové teplotě v sojové omáčce, sezamovém oleji a rýžovém víně. Nudle se mezitím namočí do vlažné vody, aby změkly. V pánvi wok se na rozpáleném oleji orestuje pasta tou-pan-ťiang z bobů a chilli papriček spolu s nakrájeným zázvorem, česnekem a jarní cibulkou. Pak se do woku vloží kousky masa a nudle, vše se podlévá slepičím vývarem a dusí, dokud nudle nenasáknou šťávu. Hotové jídlo se podává posypané koriandrem a jarní cibulkou.
Ma-i-šang-šu pochází z provincie S’-čchuan. Je odvozen od divadelní hry Kuan Chan-čchinga o chudé vdově jménem Tou E. Ta údajně vymyslela tento recept při péči o nemocnou tchyni, když musela připravit jídlo z malé porce masa, proto je nasekala na co nejdrobnější kousky a nadstavila nudlemi. Pokrm dostal název podle toho, že nudle obalené kousky masa připomínají větve stromu pokryté mravenci.